# Бой у 134-й школы (Харьков)
Утром 27 февраля 2022 года в ходе российского вторжения в Украину части российских сил прорвались в центр Харькова. Отряд россиян из 2-й бригады спецназа ГРУ был заблокирован украинскими силами и укрылся в 134-й школе, где произошел бой.
До полномасштабного российского вторжения 2022 года в 134-й школе учились 649 учеников и преподавали 55 учителей.
Отряд РФ включал пять легкобронированных «тигров» и около 20 военнослужащих. Согласно расследованию The Insider, спецназ ГРУ РФ получил приказ «войти в Харьков и объединиться с пророссийски настроенными отрядами местных жителей. Затем, согласно боевой задаче, нужно было захватить здание городского управления СБУ и повесить российский флаг.» Российские военные в Харькове пророссийских украинских ополченцев не встретили. Отряд РФ заблокировали элементы 92-й бригады ВСУ, спецназ полиции «Корд», отряд «Омега» и бойцы теробороны.

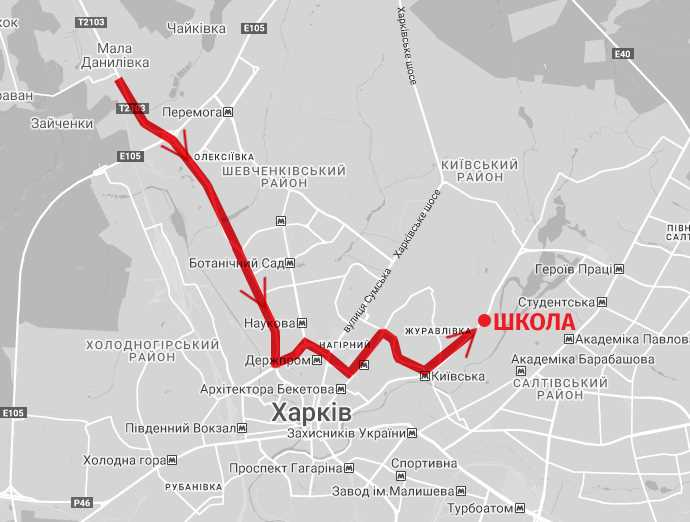
Путь отряда российских спецназовцев от границ Харькова к школе № 134

Колонна доехала до украинского блокпоста, и обороняющиеся открыли огонь. Три «тигра» загорелись. Двое из россиян погибли в огне. Водитель одного из БТР россиян был взят в плен, остальные укрылись в 134-й школе, где в течение 10 или 12 часов ждали подкрепления. Оттуда они из гранатомета подбили подошедший украинский БТР-4 и убили водителя, сержанта Вадима Андриевского, когда тот попытался выбраться. Украинцы по захваченной рации предлагали россиянам сдаться и получили отказ. После этого укрывшаяся в школе группа была уничтожена из танка. В школе начался пожар, выбегавшие солдаты РФ были убиты, двое взяты в плен. Среди убитых были командир группы радист капитан Александр Жихарев и старший лейтенант Максим Серафимов, которого пропаганда РФ записала в командиры вместо Жихарева и приписала подвиг «уничтожил 30 противников и накрыл своим телом гранату». Всего россияне понесли потери в 20 убитых, пятерых из отряда взяли в плен местные жители. Пленный сержант Максим Веретехин на допросе сказал, что «нам говорили, что будет, как в Крыму».
Украинские силы потеряли одного погибшего (сержант Вадим Андриевский) и пятерых раненых, из техники — один БТР-4.
Здание школы в результате боев было уничтожено — окна выбиты, крыша сложилась, многие стены упали, здание практически полностью выгорело.
Военный историк Андрей Харук приводит рейд российских войск в центре Харькова как пример непродуманных действий. Отряд спецназовцев заехал в центр Харькова на легкобронированных «тиграх» без танковой и артиллерийской поддержки. Начальник харьковской полиции Владимир Тимошко делает предположение, аналогичное расследованию The Insider: «…они абсолютно не идиоты, у них был какой-то нормальный план. Я нахожу только один ответ: скорее всего, их задачей было зайти в одно из зданий так называемого правительственного квартала, это облгосадминистрация, СБУ или ГУНП, забаррикадироваться, поднять триколор, и была бы картинка для всех, что город захвачен.»

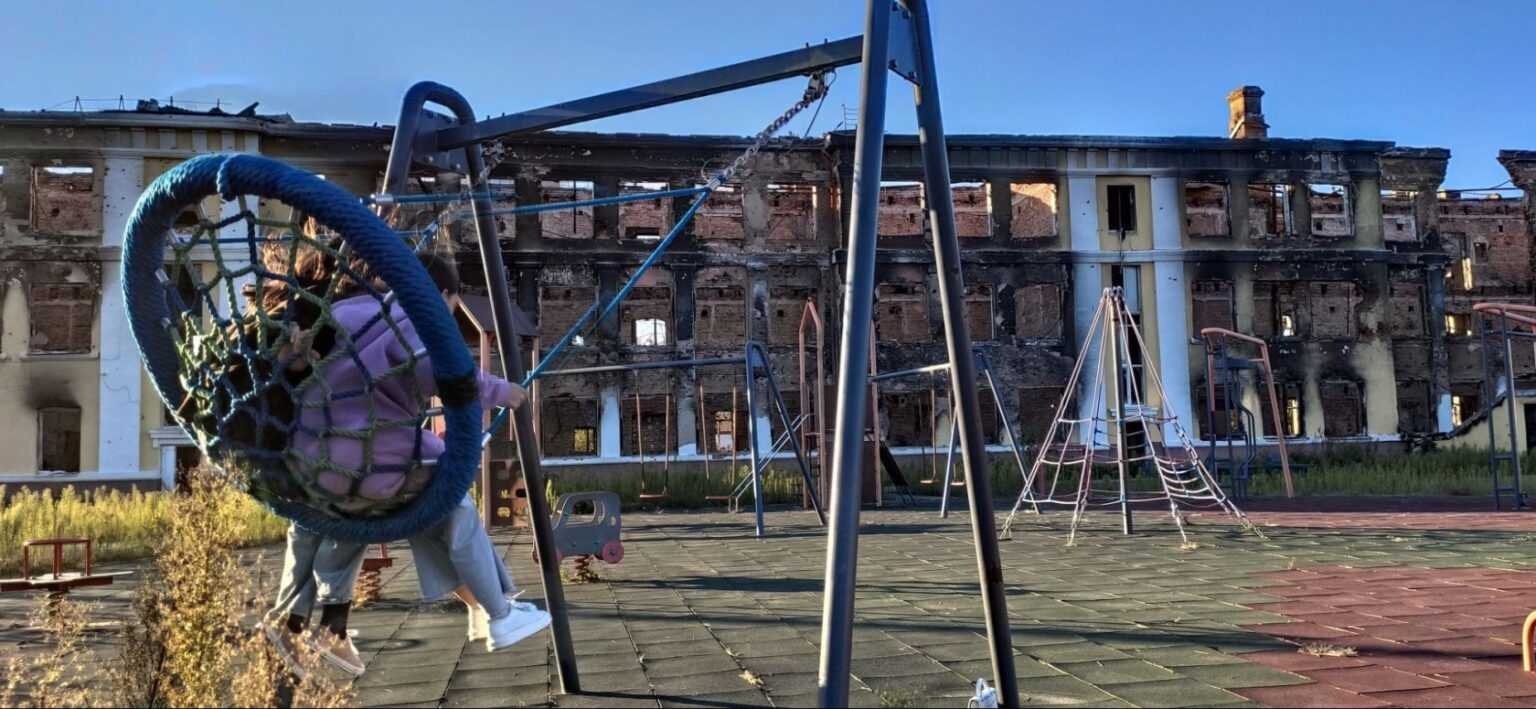
Украинские дети играют во дворе уничтоженной харьковской школы № 134

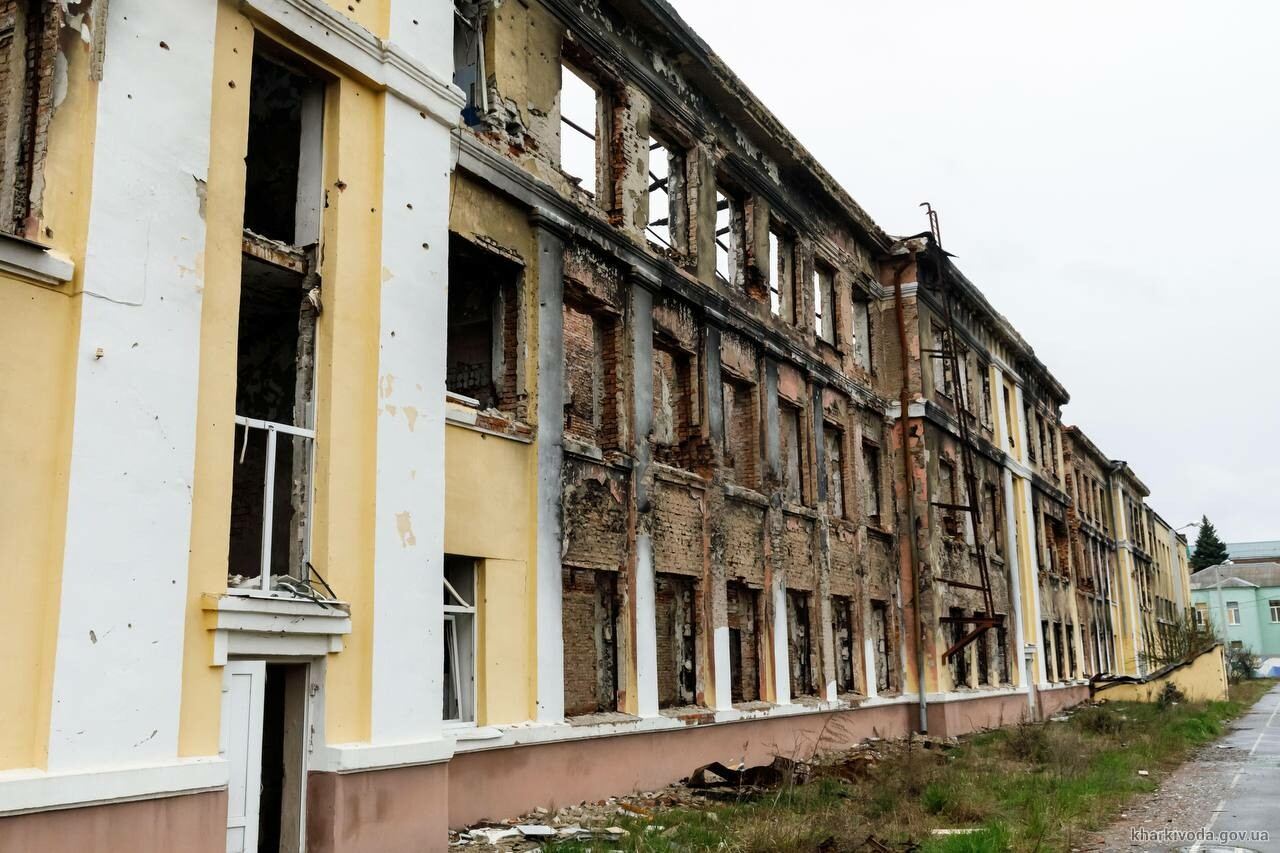
134-я школа Харькова после боёв

После 27 февраля российская армия не предпринимала масштабных попыток войти в город. Россия регулярно обстреливала Харьков из артиллерии и, после освобождения Харьковской области в ходе украинского контрнаступления, осуществляет по Харькову бомбовые и ракетные удары.